# Cantone di Le Nouvion-en-Thiérache
Il Cantone di Le Nouvion-en-Thiérache era una divisione amministrativa dell'arrondissement di Vervins con capoluogo Le Nouvion-en-Thiérache.
A seguito della riforma approvata con decreto del 21 febbraio 2014, che ha avuto attuazione dopo le elezioni dipartimentali del 2015, è stato soppresso.

## Composizione
Comprendeva 9 comuni:
- Barzy-en-Thiérache
- Bergues-sur-Sambre
- Boué
- Dorengt
- Esquéhéries
- Fesmy-le-Sart
- Leschelle
- La Neuville-lès-Dorengt
- Le Nouvion-en-Thiérache